# A Boa Mentira
A Boa Mentira (em inglês:  The Good Lie) é um filme indo-queniano-estadunidense de 2014, do gênero drama, dirigido por Philippe Falardeau, com roteiro de Margaret Nagle.
Gravado tanto em Atlanta, Geórgia, como na África do Sul, o filme é estrelado por Reese Witherspoon, Corey Stoll, Sarah Baker e Arnold Oceng. O longa, que é baseado em fatos reais, narra a chegada de quatro irmãos sudaneses, refugiados da guerra civil que assolava o país (conhecidos como garotos perdidos do Sudão).  Depois de uma longa e impetuosa jornada pelo interior da África, os jovens chegam a um campo de refugiados onde permanecem por mais treze anos e, posteriormente, embarcam para os Estados Unidos, onde são recebidos por Carrie Davis (personagem de Reese Witherspoon) que os ajuda a se adaptarem a nova vida.
Foi  exibido pela primeira vez  na seção de apresentações especiais de 2014 do Festival Internacional de Cinema de Toronto antes de ser lançado em 3 de outubro de 2014.

## Elenco
- Reese Witherspoon como Carrie Davis
- Arnold Oceng como Mamere
- Ger Duany como Jeremiah
- Emmanuel Jal como Paul
- Corey Stoll como Jack
- Sarah Baker como Pamela Lowi
- Kuoth Wiel como Abital
- Thad Luckinbill como Matt.
- Sharon Conley como Erin Sullivan
- Mike Pniewski como Nick Costas
- Joshua Mikel como Dave